# (939) Isbergue
(939) Isbergue, désignation internationale (939) Isberga, est un astéroïde évoluant dans la ceinture principale, découvert le 4 octobre 1920 par l'astronome allemand Karl Wilhelm Reinmuth depuis l'observatoire du Königstuhl.
Sa rotation est rapide ; il a probablement un satellite.
Il est nommé en référence au prénom féminin.
Sa distance minimale d'intersection de l'orbite terrestre est de 0,836662 ua.